# 知立市立猿渡小学校
知立市立猿渡小学校（ちりゅうしりつ さわたりしょうがっこう）は、愛知県知立市にある公立小学校。

## 概要
- 校区は上重原町（上伊勢、下井瀬、腰前、小針、山居下、城後（一部）、蔵幅寺、中根、返萬燈、本郷（一部）、間瀬口、家下）、上重原1丁目、弘栄3丁目、弘法1・2丁目、弘法町（引法下（一部）、引法山、小針下、下凪、遠田（一部））、長田2丁目（一部）、長篠町（大山、新田、新田東、東長篠、丸山、八ツ田道）、東上重原3丁目、東長篠1・2丁目、広見1-4丁目、南新地2丁目（一部）、南新地3丁目（一部）である[1]。

## 沿革
猿渡小学校は1908年に知立第二尋常小学校と知立第三尋常小学校を統合し、創立された小学校であり、2007年に開校100周年を迎えた。ここではそれ以前についても記述する。
- 1873年（明治6年）
  - 3月20日 - 第二十四番小学重原学校が開校。法信寺[注釈 1]を仮校舎とする。上重原村、下重原村の児童が通学する。
  - 9月19日 - 第二十六番小学谷田学校が開校。谷田村、八ツ田村、篠目村の児童が通学する。
  - 11月15日 - 第二十五番小学中村学校が開校。善敬寺[注釈 2]を仮校舎とする。半城土村、野田村、中村の児童が通学する。
- 1875年（明治8年） - 重原学校および中村学校が校舎を新築し、移転する。
- 1876年（明治9年）9月 - 中村学校が野田村に移転し、野田学校[注釈 3]に改称する。
- 1877年（明治10年）12月28日 - 谷田学校が校舎を新築し、移転する。
- 1882年（明治15年）1月10日 - 重原学校が重原学校（上重原村）と下重原学校（下重原村）に分立する。
- 1883年（明治16年）2月 - 半城土村に半城土学校[注釈 4]が開校。谷田学校は半城土学校に統合され、半城土学校谷田分校となる。
- 1884年（明治17年）- 中村が西中村に改称する。
- 1887年（明治20年）4月 -
  - 重原学校と下重原学校が統合され、尋常小学重原学校となる。西中村の児童は野田学校から尋常小学重原学校に移る。
  - 半城土学校谷田分校が尋常小学半城土学校谷田分校に改称する。
- 1889年（明治22年）10月1日 -
  - 西中村、谷田村、八ツ田村、篠目村が合併し、長崎村が発足する。
  - 上重原村は単独村制し、上重原村が発足する。
  - 下重原村、半城土村、高須村が合併し、下重原村が発足する。
- 1891年（明治24年）8月14日 - 下重原村が重原村（旧・下重原村）と半高村（旧・半城土村、高須村）に分立する。
- 1892年（明治25年）8月1日 -
  - 尋常小学重原学校が上重原尋常小学校に改称する。校区は上重原村、重原村。
  - 尋常小学半城土学校谷田分校が独立し、長崎尋常小学校となる。校区は長崎村全域であるが、西中（旧・西中村）は野田尋常小学校に委託する。
- 1898年（明治31年）4月 - 上重原尋常小学校が上重原村字本郷38[注釈 5]に校舎を新築し、移転する。重原村は上重原尋常小学校から離脱し、単独で重原尋常小学校[注釈 6]を創立する。
- 1906年（明治39年）
  - 5月1日 - 知立町、牛橋村、上重原村、長崎村の一部（西中・谷田・八ツ田）と合併し、知立町が発足。
  - 12月31日 - 上重原尋常小学校が知立第二尋常小学校に、長崎尋常小学校が知立第三尋常小学校に改称する。野田尋常小学校に委託していた西中は知立第二尋常小学校校区に移る。
- 1908年（明治41年）3月31日 - 知立第二尋常小学校と知立第三尋常小学校を統合し、猿渡尋常小学校となる。統合校舎は無く、従来の校舎を使用する。
- 1909年（明治42年）7月 - 統合校舎の校地が現在地に決まる。旧・知立第二尋常小学校校舎と旧・知立第三尋常小学校校舎を統合校舎の一部として移築するため、萬福寺、法信寺、弘願坊[注釈 7]を仮校舎とする。
- 1910年（明治43年）
  - 7月4日 - 校舎の移築が完了する。
  - 10月22日 - 猿渡尋常小学校の開校式を行う。
- 1937年（昭和12年）4月 - 3月27日の火災で一部の建物を損失した知立尋常高等小学校の児童の一部を受け入れる（1938年8月まで）。
- 1941年（昭和16年）4月1日 - 猿渡国民学校に改称する。
- 1947年（昭和22年）4月1日 - 知立町立猿渡小学校に改称する。
- 1949年（昭和24年） - 新校舎（木造平屋建）が完成する。
- 1955年（昭和30年） - 校舎（木造2階建）、講堂が完成する。
- 1967年（昭和42年） - 新校舎（第一期・鉄筋コンクリート造3階建）が完成する。
- 1970年（昭和45年） -
  - 3月 - プール、体育館が完成する。
  - 12月1日 - 知立町が市制施行し、知立市となる。同時に知立市立猿渡小学校に改称する。
- 1971年（昭和46年） - 校舎（第二期・鉄筋コンクリート造3階建）が完成する。
- 1974年（昭和49年）4月1日 - 知立市立知立西小学校を分離する。
- 1976年（昭和51年）4月1日 - 知立市立八ツ田小学校を分離する。
- 1979年（昭和54年）4月1日 - 知立市立知立南小学校を分離する。
- 1992年（平成4年） - 管理棟が完成する。
- 2007年（平成19年） - 東校舎が完成する。

## 交通アクセス
- 名鉄三河線三河知立駅下車、徒歩約15分。
- 名鉄名古屋本線知立駅下車、徒歩約25分。

## 学校周辺
- 愛知県立知立高等学校
- 愛知県立知立東高等学校
- 知立市立知立中学校
- 知立市立知立南中学校
- 知立市立知立南小学校
- 知立市役所
- 知立市文化会館
- 名鉄三河線三河知立駅
- 猿渡川